# Nauru na Letnich Igrzyskach Olimpijskich 2016
Nauru na Letnich Igrzyskach Olimpijskich 2016 – występ kadry sportowców reprezentujących Nauru na igrzyskach olimpijskich, które odbyły się w Rio de Janeiro w Brazylii, w dniach od 5 do 26 sierpnia 2016 roku.
Reprezentacja Nauru liczyła dwóch zawodników, którzy wystąpili w 2 dyscyplinach. Zawodnicy z tego kraju nie zdobyli żadnego medalu. Chorążym reprezentacji był sztangista Elson Brechtefeld. Drugim przedstawicielem państwa był judoka Ovini Uera. Obaj byli debiutantami. Nauru, podobnie jak Irak, Monako i Tuvalu, nie wysłało żadnej zawodniczki, jak również, podobnie jak Bhutan, nie posiadało swojego reprezentanta w lekkoatletyce lub pływaniu.
Był to szósty start Nauru na letnich igrzyskach olimpijskich.

## Tło startu
W 1996 roku reprezentacja Nauru po raz pierwszy wzięła udział w letnich igrzyskach olimpijskich. Przedtem sukcesy sportowców tego kraju odnotowywane były na igrzyskach Wspólnoty Narodów, czy igrzyskach Pacyfiku. Reprezentacja Nauru na tych igrzyskach liczyła dwóch zawodników, którzy startowali w dwóch dyscyplinach: judo i podnoszeniu ciężarów.

## Przygotowania
Ovini Uera zainteresował się judo cztery lata przed rozpoczęciem igrzysk olimpijskich w Rio de Janeiro, chcąc urozmaicić swoją technikę walki na chwyty i rzutów w trenowanym dotychczas boksie i boksie tajskim. Przygotowaniem nauruańskiego judoki zajął się Sled Dowabobo, reprezentant kraju na igrzyskach w Londynie w tej samej dyscyplinie. Uera trenował w trudnych warunkach, ponieważ jedyna w kraju sala gimnastyczna nie dawała ku temu odpowiednich warunków ze względu na stan techniczny, ponadto wsparcie finansowe otrzymywał ze zbiórek publicznych. Zawodnik wziął udział w World Judo Championships, odbywających się w sierpniu 2015 roku w Astanie, przegrywając w eliminacjach z czeskim reprezentantem Alexandrem Jurečką, następnie uczestniczył w Oceania Continental Judo Championships, rozgrywanych w kwietniu 2016 roku w Canberze, zdobywając brązowy medal po zwycięstwie w repasażach nad Nowozelandczykiem Timem Brew.
Elson Brechtefeld rozpoczął treningi w wieku 10 lat. W swojej karierze występował w zawodach w trzech różnych kategoriach – 56, 62 i 69 kg, choć dominująca była pierwsza z wymienionych. W latach 2015–2016 rywalizował w mistrzostwach Pacyfiku, Oceanii, Wspólnoty Brytyjskiej. W tych zawodach uzyskał wysokie lokaty, a jego końcowe rezultaty oscylowały między 220 a 225 kg.

## Reprezentanci

### Judo
Ovini Uera wystartował w igrzyskach po raz pierwszy. Otrzymał kwalifikację olimpijską na zasadzie dodatkowej kwoty startowej przyznanej regionowi Oceanii przez Międzynarodową Federację Judo, zajmując najwyższe, 82. miejsce, spośród wszystkich zawodników tej części świata. W Rio de Janeiro startował w kategorii wagowej do 90 kg. Zawody w tej kategorii rozpoczęły się 10 sierpnia o 10:00 czasu lokalnego. Uera spotkał się w drugiej rundzie z reprezentantem Belize Renickiem Jamesem, wygrywając z nim po wykonaniu soto-makikomi. Było to pierwsze zwycięstwo zawodnika Nauru w judo na igrzyskach olimpijskich. W kolejnym pojedynku musiał uznać wyższość reprezentanta Gruzji Warlama Lipartelianiego, późniejszego srebrnego medalisty, który pokonał go przez kesa-gatame. Uera zajął miejsce w przedziale 9.–16.
| Zawodnik   | Konkurencja   | 1/32             | 1/16             | 1/8                  | Ćwierćfinały     | Półfinały        | Repesaż          | Pojedynek o 3. miejsce | Finał/BM         | Pozycja |
| Zawodnik   | Konkurencja   | Przeciwnik Wynik | Przeciwnik Wynik | Przeciwnik Wynik     | Przeciwnik Wynik | Przeciwnik Wynik | Przeciwnik Wynik | Przeciwnik Wynik       | Przeciwnik Wynik | Pozycja |
| ---------- | ------------- | ---------------- | ---------------- | -------------------- | ---------------- | ---------------- | ---------------- | ---------------------- | ---------------- | ------- |
| Ovini Uera | waga do 90 kg | BYE              | James W 100-0    | Liparteliani P 0-100 | NQ               | NQ               | NQ               | NQ                     | NQ               | 9.-16.  |

### Podnoszenie ciężarów
Nauru w podnoszeniu ciężarów reprezentował Elson Brechtefeld. Były to jego pierwsze igrzyska. Otrzymał kwalifikację olimpijską z niewykorzystanej puli kwot startowych, przyznanej przez Międzynarodową Federację Podnoszenia Ciężarów. W Rio de Janeiro startował w kategorii do 56 kg. Zawody w tej kategorii odbyły się 7 sierpnia i zostały podzielone na dwie grupy. Grupa B rozpoczęła zawody o godzinie 10:00 czasu lokalnego, a grupa A o godzinie 19:00 czasu lokalnego. Była to druga konkurencja podnoszenia ciężarów na Igrzyskach w Rio de Janeiro. Brechtefeld wystartował w grupie B. W rwaniu zaliczył próby na 95 kg i 98 kg, natomiast trzecią na 101 kg miał nieudaną. Rwanie zakończył na ostatnim, 17. miejscu. W podrzucie pierwszą próbę na 120 kg zaliczył, drugą na 125 kg spalił, natomiast trzecią na 125 kg – zaliczył. Podrzut zakończył na 15. miejscu, a z wynikiem 223 kg w dwuboju zajął 7. miejsce w grupie B, a w końcowej klasyfikacji ostatnie, 15. miejsce (4 zawodników nie było klasyfikowanych w dwuboju).
| Zawodnik          | Konkurencja   | Rwanie | Rwanie  | Podrzut | Podrzut | Razem  | Pozycja |
| Zawodnik          | Konkurencja   | Wynik  | Pozycja | Wynik   | Pozycja | Razem  | Pozycja |
| ----------------- | ------------- | ------ | ------- | ------- | ------- | ------ | ------- |
| Elson Brechtefeld | waga do 56 kg | 98 kg  | 17.     | 125 kg  | 15.     | 223 kg | 15.     |